# Hugh McAuley
Hugh McAuley (Bootle, 8 gennaio 1953) è un ex calciatore inglese, di ruolo centrocampista.

## Biografia
Il suo omonimo figlio è stato a sua volta un calciatore professionista.

## Caratteristiche tecniche
Era un'ala sinistra.

## Carriera

### Giocatore
Dopo aver giocato nelle giovanili del Liverpool nella stagione 1972-1973 e nella stagione 1973-1974 è stato aggregato alla prima squadra dei Reds, con cui di fatto però ha giocato nel corso degli anni solamente 7 partite nella Lancashire Senior Cup; il suo effettivo esordio tra i professionisti è avvenuto in effetti con la maglia del Tranmere, con cui nella prima metà della stagione 1972-1973 ha trascorso un periodo in prestito nella terza divisione inglese, segnando una rete in 13 partite di campionato giocate.
Nell'estate del 1974 è stato ceduto per 12000 sterline al Plymouth, nella terza divisione inglese: nella sua prima stagione con i Pilgrims ha contribuito con 32 presenze e 5 reti alla promozione in seconda divisione del club, con cui poi in questa categoria ha giocato 40 partite e segnato 4 gol nella stagione 1975-1976 e giocato 4 partite (con un'altra rete messa a segno, la sua settima in 88 presenze coppe comprese con il club) nelle prime settimane della stagione 1976-1977, che ha poi trascorso in gran parte ai londinesi del Charlton, altro club di seconda divisione in cui ha poi trascorso anche l'intera stagione 1977-1978 per un totale di 55 presenze e 9 reti in incontri di campionato nell'arco delle due annate. Nell'estate del 1979 è tornato al Tranmere, sempre in terza divisione: dopo una stagione (trascorsa da titolare con 43 presenze ma conclusasi con una retrocessione in quarta divisione); gioca infine un ulteriore biennio da professionista con il Carlisle Utd, club con la cui maglia tra il 1979 ed il 1981 mette a segno una rete in 17 presenze totali nella terza divisione inglese. Il ritiro effettivo avviene al termine della stagione 1981-1982, trascorsa con i semiprofessionisti del Formby.
In carriera ha totalizzato complessivamente 205 presenze e 18 reti nei campionati della Football League (tutte tra seconda e terza divisione).

### Allenatore
Dal 1990 al 2009 ha lavorato come collaboratore tecnico al Liverpool.

## Palmarès

### Giocatore

#### Competizioni regionali
- Lancashire Senior Cup: 1

Liverpool: 1972-1973